# Gare de Malause
La gare de Malause est une gare ferroviaire française, fermée, de la ligne de Bordeaux-Saint-Jean à Sète-Ville, située sur le territoire de la  commune de Malause, dans le département de Tarn-et-Garonne, en région Occitanie.
Elle est mise en service en 1856 par la Compagnie des chemins de fer du Midi et du Canal latéral à la Garonne (Midi) et est supprimée en 2017. 
C'était une halte voyageurs de la Société nationale des chemins de fer français (SNCF) du réseau TER Occitanie, desservie par des trains express régionaux.

## Situation ferroviaire
Établie à 67 mètres d'altitude, la gare de Malause est située au point kilométrique (PK) 168,386 de la ligne de Bordeaux-Saint-Jean à Sète-Ville, entre la gare fermée de Pommevic et celle de Moissac.

## Histoire
La station de Malause est mise en service le 30 août 1856 par la Compagnie des chemins de fer du Midi et du Canal latéral à la Garonne (Midi), lorsqu'elle ouvre à l'exploitation la section de Valence-d'Agen à Toulouse de son chemin de fer de Bordeaux à Cette.
En 1862, « Malauze » est la 34e station de la ligne, située entre Valence-d'Agen et Moissac, elle dessert un bourg de 1 175 habitants qui est situé à gauche de la voie.
En 2014, c'est une gare voyageurs d'intérêt local (catégorie C : moins de 100 000 voyageurs par an de 2010 à 2011), qui dispose de deux quais, un abri et une traversée de voie à niveau par le public (TVP).
En 2014, selon les estimations de la SNCF, la fréquentation annuelle de la gare était de 549 voyageurs.
Prétextant une fréquentation trop basse, la SNCF décide de fermer les gares de Golfech, Pommevic et Malause le 2 juillet 2017, malgré le mécontentement des communes desservies.

## Service des voyageurs

### Accueil
Halte SNCF, c'est un point d'arrêt non géré (PANG) à accès libre.
Un passage à niveau planchéié permet la traversée des voies et l'accès aux quais.

### Desserte
Malause était une halte voyageurs du réseau TER Occitanie, desservie par des trains express régionaux de la relation Toulouse - Agen (ligne 18).

### Intermodalité
Un parking pour les véhicules y est aménagé.
Elle est desservie par des bus du réseau de lignes départementales.

## Patrimoine ferroviaire
L'ancien bâtiment voyageurs, d'un modèle type de la compagnie du Midi lors de la création de la ligne est désaffecté mais en bon état. Il s'agit d'un bâtiment sur une base rectangulaire, à deux ouvertures et un étage sous une toiture à deux pans couverte en tuiles, avec une étroite aile à toit plat sans étage à une ouverture.